# Hieracium latificum
Hieracium latificum là một loài thực vật có hoa trong họ Cúc. Loài này được Omang mô tả khoa học đầu tiên năm 1927.